# Galvanisk celle
En galvanisk celle, galvanisk element, elektrokemisk celle eller elektrokemisk element generer elektrisk spænding, ved en kemisk reaktion inde i cellen.
En galvanisk celle består af en positiv og en negativ elektrode, der er omgivet af en elektrolyt. Den positive elektrode er typisk grafit; kan også være kobber, mens den negative for det meste er af enten zink eller cadmium. Elektrolytten består af en vandig eller opslemmet saltopløsning.
Et batteri udgøres af to eller flere serieforbundne galvaniske celler.